# Keo lá me
Keo lá me hay keo đẹp (danh pháp hai phần: Acacia concinna) là loài thực vật có hoa trong họ Đậu. Loài này được (Willd.) DC. miêu tả khoa học đầu tiên.

## Hình ảnh

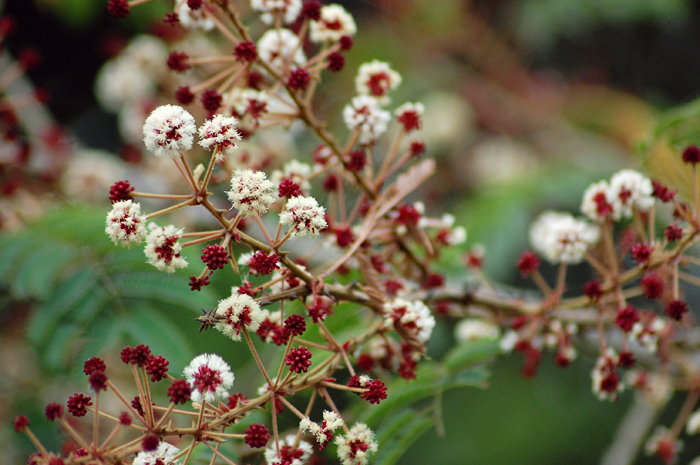
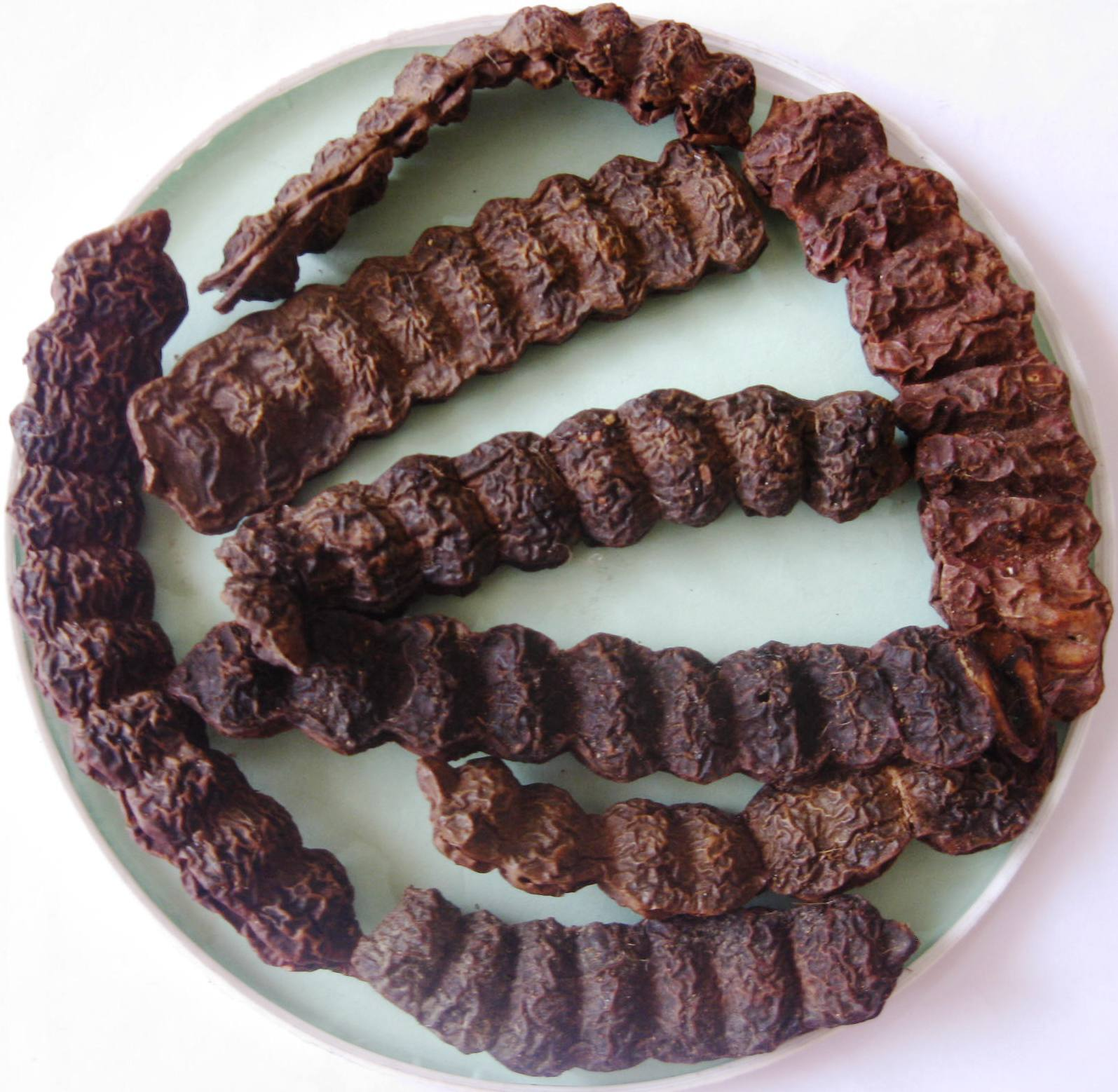
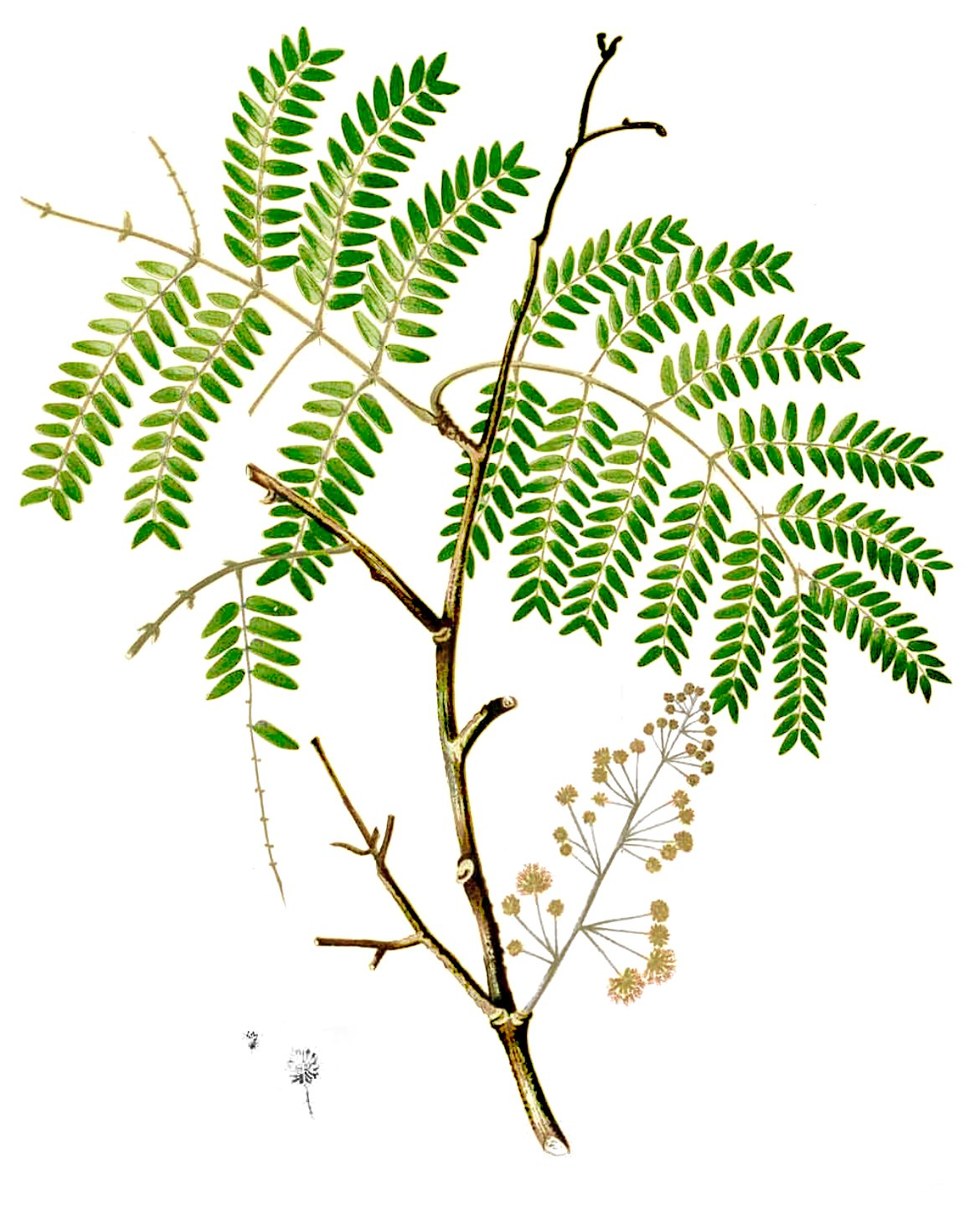
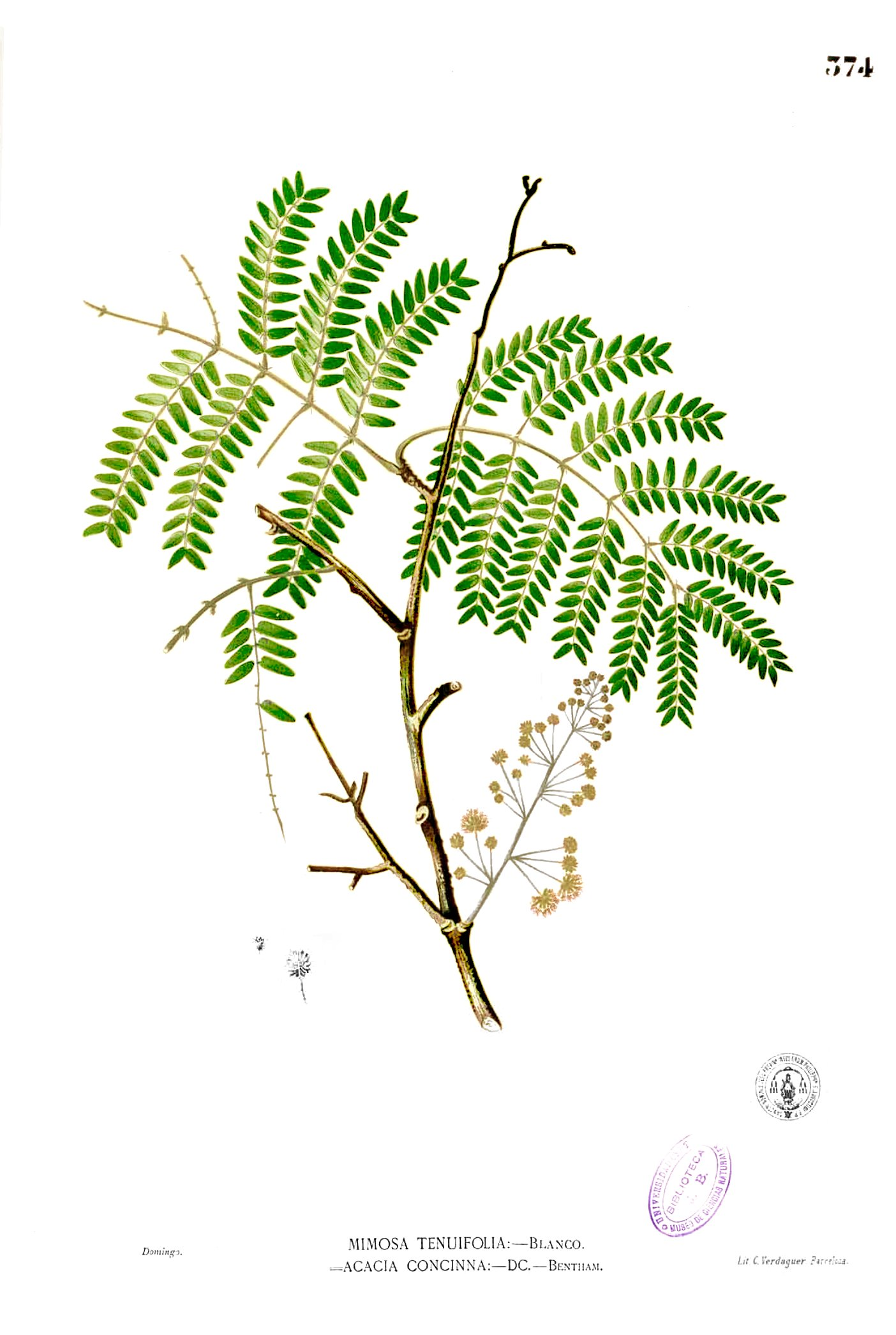
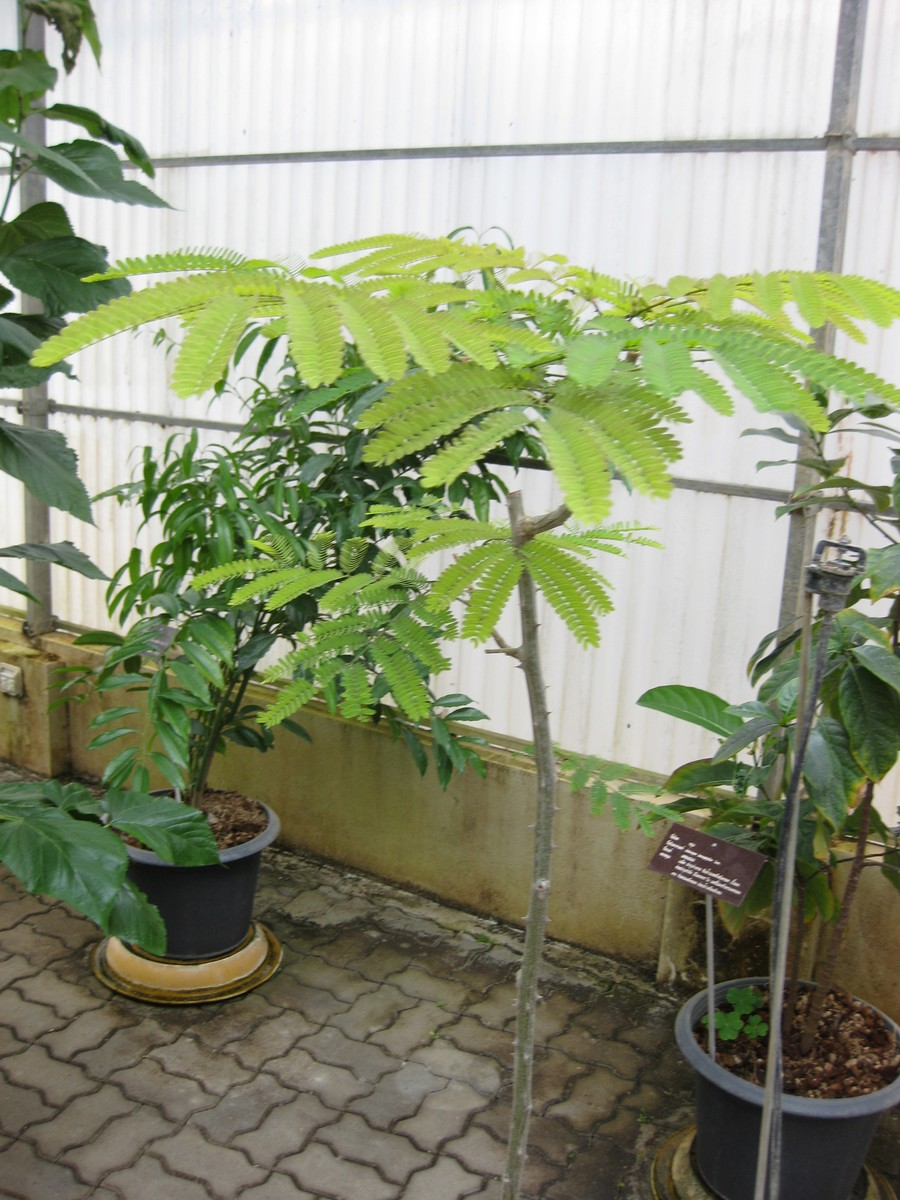